# جون هنري ويلسون (سياسي)
جون هنري ويلسون (بالإنجليزية: John Henry Wilson)‏ هو محامي وسياسي أمريكي، ولد في 30 يناير 1846، وتوفي في 14 يناير 1923 في لويفيل في الولايات المتحدة. حزبياً، نشط في الحزب الجمهوري. وقد انتخب عضو مجلس النواب الأمريكي.